# Арпин (Висконсин)
Арпин (енгл. Arpin) град је у америчкој савезној држави Висконсин.

## Демографија
По попису из 2010. године број становника је 333, што је 4 (-1,2%) становника мање него 2000. године.
| Група             | 2000.       | 2010.       |
| Белци             | 329 (97,6%) | 321 (96,4%) |
| Афроамериканци    | 0 (0,0%)    | 0 (0,0%)    |
| Азијати           | 0 (0,0%)    | 1 (0,3%)    |
| Хиспаноамериканци | 4 (1,2%)    | 2 (0,6%)    |
| Укупно            | 337         | 333         |